# Wayne Long
Pour les articles homonymes, voir Long.
Wayne Long, né le 13 avril 1963 à Saint-Jean, est un homme politique canadien du Nouveau-Brunswick.
Il est élu député fédéral de la circonscription de Saint John—Rothesay lors de l'Élection fédérale canadienne de 2015 et siège depuis lors à la Chambre des communes du Canada en tant que libéral.